# Torsten Eckbrett
Torsten Eckbrett (n. 13 aprilie 1984, Potsdam, RDG) este un caiacist german, medaliat olimpic. A participat la o ediție a Jocurilor Olimpice (2008) în care a câștigat o medalie de bronz.

## Participări
Lista de mai jos prezintă principalele competiții la care a participat Torsten Eckbrett de-a lungul carierei.
- canoeing at the 2008 Summer Olympics – men's K-4 1000 metres[*]